# Titkos megszállottság
Titkos megszállottság (eredeti cím: Secret Obsession) egy 2019-es amerikai pszichothriller, melyet Peter Sullivan rendezett, valamint Sullivan és Kraig Wenman írt. A főszereplők Brenda Song, Mike Vogel és Dennis Haysbert.
A film 2019. július 18-án jelent meg a Netflixen.

## Cselekmény
|  | Alább a cselekmény részletei következnek! |

Egy esős éjszaka közepén, egy nő (Brenda Song) ismeretlen üldözőtől menekül az utcán. Elüti egy autó, melytől megsérül és eszméletlenné válik. Rövid távú memóriavesztéssel ébred fel a kórházban, nem emlékezve sem az eseményre, sem pedig az előző életére. Az ágya mellett fekvő ember (Mike Vogel) mint férje, Russell Williams-ként mutatkozik be neki és elmondja, hogy a neve Jennifer. Annak érdekében, hogy felelevenítse emlékeit, a férfi fényképeket mutat kettejük életéről, és elmondja, hogy a szülei két évvel ezelőtt meghaltak egy tűzvészben, ezért a munkahelyén is felmondott, valamint a barátaival is ritkábban beszél.
Frank Page nyomozó (Dennis Haysbert), aki a munkája megszállottja és nem találta még meg a saját lánya emberrablóját, Jennifer balesetét vizsgálja, emellett gyanússá válik neki Russell, aki hasonló autót vezetett a környéken, ahol Jennifert érte a tragédia. Miután Jennifert elengedik, Russell hazaviszi a félreeső otthonukba. Jennifernek hamarosan kísérteties emlékek kezdenek bevillanni a balesetről az esős éjszaka után. Russell furcsa viselkedése miatt nyugtalanná válik, és rájön, hogy éjjel bezárta őt a házba. Azt is észreveszi, hogy az otthoni fényképek nagy részét manipulálták. Frank nyomozása Jennifer szüleinek otthonához vezet, ahol megtalálja a rothadó holttestüket. Jennifer a korábbi munkáltatójától megtudja, hogy "Russell" valójában Ryan Gaerity nevű férfi, egy temperamentumos munkás, akit több mint két hónappal ezelőtt elbocsátottak.
Amíg Ryan nincs otthon, Jennifer a személyi igazolványát megtalálja a pénztárcájában, amelyet a számítógép feloldásához használ. Megtalálja a képeit a tényleges férjéről, Russell-ről (Daniel Booko), így felismeri a veszélyben van. Mielőtt el tudna menekülni, Ryan leüti őt és az ágyhoz láncolja, míg a kellékeket beszerzi. Amikor visszatér, kiderül, hogy az igazi Russell holtteste az autó csomagtartójában található.
Frank megérkezik otthonukba, és megpróbálja megmenteni Jennifer-t, de Ryan leüti és a mélyhűtőbe zárja. Jennifernek elmondja, hogy éve óta szerette őt, ám a viszonzás hiánya miatt és a Russell-el való házassága miatt dühössé vált. Jennifernek sikerül elmenekülnie az erdőbe, míg Ryan hajszolni kezdi. Frank kiszabadul és utánuk meg, majd dulakodni kezd Ryannel, míg végül Jennifer felkapja a fegyvert a földről és megöli Ryan-t.
Három hónappal később, Frank átadja Jennifernek az elhunyt férje feljegyzését, amelyet megtalált a vizsgálat során. Ahogy San José felé vezet, Russell hangja elmeséli a jegyzetet; elmondja, hogy nagyon szerette őt.
|  | Itt a vége a cselekmény részletezésének! |

## Szereposztás
| Szereplő                         | Színész                | Magyar hang       |
| -------------------------------- | ---------------------- | ----------------- |
| Jennifer Allen Williams          | Brenda Song            | Sipos Eszter Anna |
| JRussell Williams / Ryan Gaerity | Mike Vogel             | Simon Kornél      |
| Frank Page nyomozó               | Dennis Haysbert        | Vass Gábor        |
| Masters nővér                    | Ashley Scott           | Zsigmond Tamara   |
| Jim Kahn                         | Paul Sloan             | Olt Tamás         |
| az igazi Russell Williams        | Daniel Booko           | Pál Tamás         |
| Ray                              | Scott Peat             | Galbenisz Tomasz  |
| Fitzpatrick százados             | Michael Patrick McGill | Harmath Imre      |
| Xander                           | Eric Etebari           | Dózsa Zoltán      |
| Charlie                          | Casey Leach            | Szatory Dávid     |

## Filmkészítés és értékelés
A film forgatása Pomonában (Kalifornia) és Malibuban (Kalifornia) történt 2018-ban.
A film vegyes véleményeket kapott az értékelőktől. A Metacritic oldalán a film értékelése 1% a 100-ból, ami 3 véleményen alapul. A Rotten Tomatoeson a Titkos megszállottság 31%-os minősítést kapott, 16 értékelés alapján.